# Lysandra alfacariensis
Lysandra alfacariensis är en fjärilsart som beskrevs av Ribbe 1905. Lysandra alfacariensis ingår i släktet Lysandra och familjen juvelvingar. Inga underarter finns listade i Catalogue of Life.